# Iquitos
Iquitos är den största staden i regnskogen i Peru, och har en folkmängd av cirka 440 000 invånare 2015. Den är huvudstad för departementet Loreto och Maynasprovinsen. Belägen vid Amazonfloden är den bara 106 meter över havets yta trots att den befinner sig mer än 3 000 km från Atlanten. Staden ligger 125 km nedströms från sammanflödet av Río Ucayali och Río Marañón, de två huvudkällorna till Amazonfloden. Iquitos har länge varit en viktig hamn i Amazonområdet och är omgiven av tre floder: Nanay, Itaya och Amazonfloden.
Staden anses som den största i världen som inte kan nås via vägar utan endast med flygplan eller båt(undantaget om man färdas från Nauta, en liten stad ungefär 100 km söderut). De flesta resorna inom själva staden sker via buss, motorcykel, eller den populära trehjuliga motorcykeln (mototaxi eller motocarro, (populärt kallad Mosquito, "mygga")). Transporter till närliggande städer kräver ofta en tur på floden med en llevo-llevo vilka fungerar som små bussar på vattnet.

## Historia

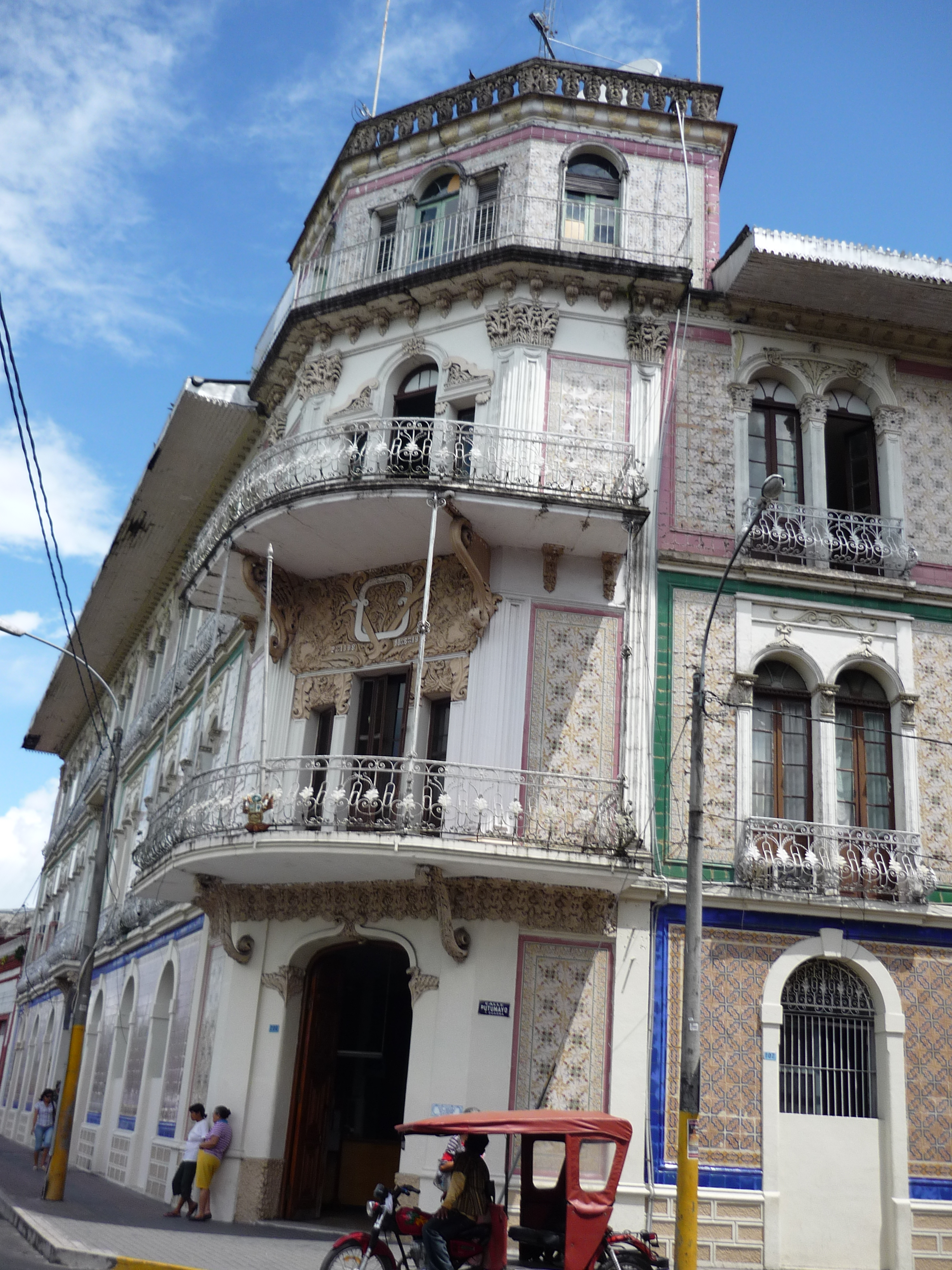
Ett exempel på spansk arkitektur i Iquitos.

Iquitos etablerades som en Jesuitmission på 1750-talet men det var inte förrän 1864 som den började växa då den blev huvudstad för den nyskapade Loretoregionen. Iquitos var känd för sin gummiindustri fram till det första decenniet på 1900-talet och det finns fortfarande stora herrgårdar från 1800-talet. 1897 uppfördes Casa de Hierros (”Järnhuset”), ett prefabricerat hus, konstruerat av Gustave Eiffel. Den ekonomiska tillväxten kom av sig när frön till gummiträden smugglades ut och planterades på andra platser. Filmen Fitzcarraldo som handlar om livet som gummibaronen Brian Sweeney Fitzgerald filmades i närheten av Iquitos.

## Klimat
Klimatet i Iquitos är varmt, med temperaturer på 20–31 °C, och fuktigt med en genomsnittlig luftfuktighet på 85 %. Även om man kan dela upp året i en regnig och en torr säsong så har Iquitos ovanligt beskedliga säsongsvariationer som inte skiljer mycket från varandra. Den regniga säsongen varar från november till maj och flodsystemen når ofta sin högsta nivå i maj. Floden är som lägst i oktober.
Nivåskillnaden mellan lågnivå och högnivå är cirka 12 m.

## Ekonomi
Iquitos har blivit en viktig knutpunkt i handeln med timmer från Amazonas och erbjuder moderna faciliteter för invånare och turister i området. Andra industrier inkluderar produktion av olja, rom och öl.

## Turism
Iquitos har ett växande rykte som turistområde, speciellt som utgångspunkt för exkursioner till regnskogen och naturreservatet Pacaya-Samiria samt resor nedströms till Brasilien – den andra stora gummi-industriorten i inre Amazonas och till sist Atlanten som befinner sig 3 360 km bort.
En båttur till Belén är en vanlig turistattraktion. Området är åtkomligt till fots under lågvattenstånd i floderna men under högvattensäsongen är enda sättet att ta sig dit via båt. Många av husen i området är fastankrade vid stora pålar och flyter upp när vattnet stiger varje år, vissa hus flyter året runt. Där vattnet börjar finns ofta ett par män med båtar (kanoter) som transporterar lokalbefolkning och turister mot en mindre avgift.
Det finns också en marknad utomhus i Belén (den delen som inte översvämmas) vilken också är en vanlig turistattraktion. Nämnvärd är medicingången, Pasaje Paquito, ett helt kvarter av marknaden där mediciner tillverkade av lokala växter (och ibland djur) säljs.

## Kommunikationer
Till Iquitos kan man ta sig med flyg från Lima och andra peruanska städer eller med båt på floderna. Större hamnstäder i Peru som man kan åka till Iquitos från är Pucallpa, Yurimaguas samt Santa Rosa nära den colombianska gränsen.